# 龙背村停车场
40°00′45″N 116°16′16″E / 40.0125482°N 116.271036°E
龙背村停车场位于北京市海淀区，是北京地铁4号线北端的停车场，与安河桥北站接轨。停车场接近三山五园地区，站在颐和园万寿山上就能看到龙背村停车场。停车场占地面积9.24公顷，总建筑面积2.45万平方米，负责4号线20组列车的停放和日常维修。
由于位于古建区，停车场进行了专门设计，如屋顶采用浅灰色以融入环境，降低体量过大带来的负面效果；超长立面进行划分，以获得变化的效果等。